# スプリング・バイイントン
スプリング・バイイントン（Spring Byington, 1886年10月17日 - 1971年9月7日）は、アメリカ合衆国の女優。

## 出演作品

### テレビ
- ララミー牧場
- かわいい魔女ジニー 第70話

### 主な出演映画
- 若草物語 Little Women (1933)
- 倫敦の人狼 Werewolf of London (1935)
- 戦艦バウンティ号の叛乱 Mutiny on the Bounty (1935)
- 東への道 Way Down East (1935)
- 孔雀夫人 Dodsworth (1936)
- ステージ・ストラック Stage Struck (1936)
- 花嫁凱旋 Theodora Goes Wild (1936)
- 箱入り亭主 Hotel Haywire (1937)
- 緑の灯 Green Light (1937)
- トム・ソーヤ The Adventures of Tom Sawyer (1938)
- 我が家の楽園 You Can't Take It with You (1938)
- 科学者ベル The Story of Alexander Graham Bell (1939)
- 群衆 Meet John Doe (1941)
- 天国は待ってくれる Heaven Can Wait (1943)
- 戀の十日間 I'll Be Seeing You (1944)
- 青春の宿 The Enchanted Cottage (1945)
- 傷だらけの勝利 Salty O'Rourke (1945)
- 呪われた城 Dragonwyck (1946)
- 不思議な少年 My Brother Talks to Horses (1947)
- でっかく生きる Living in a Big Way (1947)
- グッド・オールド・サマータイム In the Good Old Summertime (1949)
- 大車輪 The Big Wheel (1949)
- 追いつめられた男 Walk Softly, Stranger (1950)
- 突然の花婿 No Room for the Groom (1952)
- ママは腕まくり Please Don't Eat the Daisies (1960)